# Amblyseius fraterculus
Amblyseius fraterculus (лат.) — вид паразитиформных клещей рода Amblyseius из семейства Phytoseiidae (Mesostigmata). Мелкие свободноживущие хищные клещи длиной менее 1 мм. Аргентина (в гнезде муравья Acromyrmex lundii), Венгрия, Германия, Индия (Tamil Nadu), Канада, Польша, Уругвай, Швейцария. От близких видов отличается следующими признаками: вентрианальный щит не вазообразный, широкий, треугольный с тремя парами преанальных щетинок; дорсальный диск с 17 парами щетинок; сета z4 длиннее, чем z2 и примерно равна двум третям от расстояния между основаниями z4 и s4. Дорсальные щетинки заострённые (заднебоковых щетинок PL 3 пары, а переднебоковых AL — 2 пары). Дорсальный щит склеротизирован. Вид был впервые описан в 1916 году по материалам из Аргентины, а его валидный статус подтверждён в 2017 году.